# 施勒姆 (密蘇里州)
施勒姆（英語：Shrum）是位於美國密蘇里州波林格縣的非建制地區。

## 歷史
施勒姆的郵局於1898年設立，其後於1937年停運。

## 地理
施勒姆所處的海拔為高於海平面179米（即587英呎），而該地所採用的時區為UTC-6，即北美中部時區（CST）。同時該地設有夏令時間，為UTC-6調快一小時，即UTC-5（CDT）。